# Hwagok-dong
Hwagok-dong (koreanska: 화곡동) är en stadsdel i stadsdistriktet Gangseo-gu i Sydkoreas huvudstad Seoul.

## Indelning
Administrativt är Hwagok-dong indelat i:
| Namn     | Namn               | Yta km² | Invånare 31 dec 2020 |
| -------- | ------------------ | ------- | -------------------- |
| 화곡1동  | Hwagok 1(il)-dong  | 1,12    | 53 380               |
| 화곡2동  | Hwagok 2(i)-dong   | 0,45    | 18 727               |
| 화곡3동  | Hwagok 3(sam)-dong | 0,53    | 21 398               |
| 화곡4동  | Hwagok 4(sa)-dong  | 0,82    | 21 413               |
| 화곡6동  | Hwagok 6(yuk)-dong | 1,11    | 25 133               |
| 화곡8동  | Hwagok 8(pal)-dong | 0,53    | 25 674               |
| 화곡본동 | Hwagokbon-dong     | 0,98    | 34 981               |
|          | Total              | 5,54    | 201 246              |